# Catarina de Württemberg
Frederica Catarina Sofia Doroteia de Württemberg (em alemão: Friederike Katharina Sophie Dorothea von Württemberg; São Petersburgo, 21 de fevereiro de 1783 – Lausana, 29 de novembro de 1835) foi a segunda esposa de Jerónimo Bonaparte e Rainha Consorte de Vestfália de 1807 a 1813.

## Família
Catarina nasceu em São Petersburgo, Rússia, filha do rei Frederico I de Württemberg e da duquesa Augusta de Brunsvique-Volfembutel. Quando tinha cinco anos de idade, a sua mãe morreu e o seu pai casou-se novamente, desta vez com Carlota, Princesa Real do Reino Unido, filha mais velha do rei Jorge III.

## Casamento e Descendência
Catarina foi a segunda esposa de Jerónimo Bonaparte, casada a 22 de agosto de 1807 no Palácio de Fontainebleau, na França. Foi rainha consorte do Reino de Vestfália. Quando o reino foi dissolvido após a queda do Império Napoleónico, ela seguiu o seu marido no exílio.
O casal teve três filhos:
1. Jerónimo Napoleão, 2.º Príncipe de Montfort (24 de agosto de 1814 - 12 de maio de 1847), morreu solteiro e sem descendência;
2. Matilde Bonaparte (27 de maio de 1820 – 2 de janeiro de 1904), uma figura proeminente durante e após o Segundo Império Francês como anfitriã de homens das artes e das letras; casou-se duas vezes, mas não deixou descendentes;
3. Napoleão José Carlos Paulo Bonaparte (9 de setembro de 1822 – 17 de março de 1891), foi um conselheiro próximo do seu primo, o imperador Napoleão III de França e era visto como um dos maiores defensores da intervenção francesa em Itália e dos nacionalistas italianos; casado com a princesa Maria Clotilde de Saboia; com descendência.

Catarina morreu em Lausana, na Suíça.

## Títulos e estilos
- 21 de fevereiro de 1783 - 26 de dezembro de 1805: Sua Alteza Sereníssima, a Duquesa Catarina de Württemberg
- 26 de dezembro de 1805 - 22 de agosto de 1807: Sua Alteza Real, a Princesa Catarina de Württemberg
- 22 de agosto de 1807 - 26 de outubro de 1813: Sua Majestade, a Rainha de Vestfália
- 26 de outubro de 1813 - 11 de abril de 1814: Sua Alteza Imperial, a Princesa Catarina Napoleão da França
- 11 de abril de 1814 - Julho de 1816: Sra. Jerônimo Bonaparte
- Julho de 1816 - 29 de novembro de 1835: Sua Alteza Real, a Princesa de Montfort

## Genealogia
| Catarina de Württemberg | Pai: Frederico I de Württemberg        | Avô paterno: Frederico II Eugénio, Duque de Württemberg                 | Bisavô paterno: Carlos Alexandre de Württemberg             |
| Catarina de Württemberg | Pai: Frederico I de Württemberg        | Avô paterno: Frederico II Eugénio, Duque de Württemberg                 | Bisavó paterna: Maria Augusta de Thurn e Taxis              |
| Catarina de Württemberg | Pai: Frederico I de Württemberg        | Avó paterna: Frederica de Brandemburgo-Schwedt                          | Bisavô paterno: Frederico Guilherme de Brandemburgo-Schwedt |
| Catarina de Württemberg | Pai: Frederico I de Württemberg        | Avó paterna: Frederica de Brandemburgo-Schwedt                          | Bisavó paterna: Sofia Doroteia da Prússia                   |
| Catarina de Württemberg | Mãe: Augusta de Brunsvique-Volfembutel | Avô materno: Carlos Guilherme Fernando, Duque de Brunsvique-Volfembutel | Bisavô materno: Carlos I, Duque de Brunsvique-Volfembutel   |
| Catarina de Württemberg | Mãe: Augusta de Brunsvique-Volfembutel | Avô materno: Carlos Guilherme Fernando, Duque de Brunsvique-Volfembutel | Bisavó materna: Filipina Carlota da Prússia                 |
| Catarina de Württemberg | Mãe: Augusta de Brunsvique-Volfembutel | Avó materna: Augusta da Grã-Bretanha                                    | Bisavô materno: Frederico, Príncipe de Gales                |
| Catarina de Württemberg | Mãe: Augusta de Brunsvique-Volfembutel | Avó materna: Augusta da Grã-Bretanha                                    | Bisavó materna: Augusta de Saxe-Gota                        |